# Liga językowa
Liga językowa (niem. Sprachbund) – grupa języków różnego pochodzenia, które wskutek wzajemnego oddziaływania wytworzyły cechy wspólne w strukturze gramatycznej i fonologicznej, np. liga bałkańska. Nie zawsze można jednoznacznie rozstrzygnąć, czy dana grupa języków tworzy rodzinę językową (którą można sprowadzić do wspólnego przodka), czy też jest ona ligą, łączącą języki upodobnione do siebie w wyniku kontaktów językowych.
Języki należące do tej samej ligi językowej nazywane są powinowatymi.

## Przykłady
- liga SAE, tzw. wielkich języków Europy (Standard Average European) – angielski, francuski, niemiecki, rosyjski, włoski[5]
- liga wikińska – anglosaski, bretoński, duński, farerski, fiński, irlandzki, islandzki, karelski, języki lapońskie, norweski, gaelicki szkocki, szwedzki, walijski, wepski[6]
- liga pobrzeżna (litoralna) – baskijski, fryzyjski, hiszpański, niderlandzki, maltański, portugalski[7]
- liga pejpuska – estoński, liwski, łotewski, wotycki[8]
- liga rokytnicka – białoruski, kaszubski, litewski, polski, ukraiński[8]
- liga dunajska – czeski, serbsko-chorwacki, słowacki, słoweński, węgierski[9]
- liga bałkańska – albański, bułgarski, grecki, macedoński, mołdawski, rumuński, turecki[9]
- liga kamska – baszkirski, czuwaski, kałmucki, komi (zyriański), krymskotatarski, maryjski, mordwiński, nieniecki, tatarski, udmurcki (wotiacki)[10]
- języki wschodniej Nusantary – języki austronezyjskie i papuaskie używane we wschodniej Indonezji, a także w Timorze Wschodnim[11]